# Dangerous Moonlight
Dangerous Moonlight is een Britse film in zwart-wit uit 1941. In de Verenigde Staten werd de film in 1942 uitgebracht en bekend onder de titel Suicide Squadron. De film werd bekend door de muziek van Richard Addinsell, die speciaal voor de film het Warsaw Concerto schreef.
De film heeft een liefdesgeschiedenis als plot, en handelt rond het leven van de fictieve componist van het pianoconcert. Deze componist, een Pool, was tevens piloot in de Tweede Wereldoorlog en liep een shellshock op, en vluchtte naar Engeland. Hij overweegt in de film terug te keren naar Polen om verder te vechten voor zijn land. De acteur die de rol van componist speelt is Anton Walbrook. Hij was een verdienstelijk amateurpianist, en zijn handen worden dan ook in de film getoond.

## Verhaal
Gedurende de invasie van de nazi's in Polen ontmoet de Poolse piloot en pianovirtuoos Stefan Radecki (gespeeld door Anton Walbrook) de Amerikaanse verslaggeefster Carole Peters (Sally Gray). Radetzky meldt zich aan als vrijwilliger voor een zelfmoordvlucht naar een doel in Duitsland, maar wordt niet geselecteerd. Radetzky is een van de laatsten die Warschau ontvlucht en maanden later ontmoet hij Carole weer in New York, en ze trouwen.
In Engeland geeft Radecki een concert en bekent dat hij terug is gekomen om te vechten als vrijwillig piloot in een Pools squadron dat in de  Battle of Britain wordt ingezet, iets waartegen Carole zich verzet uit angst dat hij om zal komen. Zijn uiteindelijke missie eindigt wanneer hij zijn vliegtuig tegen een Duits gevechtstoestel laat opbotsen. Radecki overleeft de crash maar is dan zwaargewond en lijdt aan geheugenverlies.
De kijker ziet hem terug enige tijd later in een Londens ziekenhuis, waar hij herstelt van zijn verwondingen. Zijn geheugen komt langzaamaan weer terug  en hij herinnert zich dat hij het "Warsaw Concerto" componeerde toen de Duitsers de stad bombardeerden en toen hij voor het eerst zijn vrouw trof. Gezeten aan de piano ziet hij Carole en zegt "Carole, het is niet veilig om naar buiten te gaan wanneer de maan zo fel schijnt", waarmee hij de woorden herhaalt die hij ooit als eerste tegen haar zei.

## Rolverdeling
De acteurs in de film zijn:
| Acteur            | Personage                                |
| ----------------- | ---------------------------------------- |
| Anton Walbrook    | Stefan "Steve" Radecki                   |
| Sally Gray        | Carole Peters Radecka, zijn vrouw        |
| Derrick De Marney | Michael "Mike" Carroll, Radeckis manager |
| Cecil Parker      | Specialist                               |
| Percy Parsons     | Bill Peters                              |
| Kenneth Kent      | Andre De Guise, de impresario            |
| J. H. Roberts     | gepensioneerd fysicus                    |
| Guy Middleton     | "Shorty"                                 |
| John Laurie       | Brits commandant                         |
| Frederick Valk    | Pools commandant van de bomsquad         |
| O. B. Clarence    | ober met een dienblad met wijn           |
| Marian Spencer    | Miss Gratton, De Guise's secretaresse    |
| Philip Friend     | Pete, RAF piloot                         |
| Michael Rennie    | Kapulski, Pools piloot                   |

## Productie
Dangerous Moonlight is geproduceerd door de Britse RKO, die de film ook financierde. Omdat muziek een zo voorname rol speelt in de film, ziet men Walbrook, die een verdienstelijk amateurpianist was, zelf spelen. De soundtrack echter werd door de professionele pianist Louis Kentner gespeeld. Kentners bijdrage werd aanvankelijk niet op de aftiteling getoond, uit vrees dat dit zijn pianistische carrière kon schaden. Toen bleek dat de film succesvol was veranderde hij van gedachte. De scènes waarin in de lucht is gefilmd zijn beelden uit werkelijke luchtgevechten van het 74e ZD Squadron bestaande uit Supermarine Spitfires die meededen in de Battle of Britain.

## Ontvangst
De film kwam aanvankelijk uit in Engeland onder de naam Dangerous Moonlight. Het was een kaskraker, ondanks de slechte kritieken.
Dangerous Moonlight was een mengeling van kunst en oorlogsvoering, waarvan men het best de scènes onthield waarin het Warsaw Concerto van Addinsell voorkwam. Dit stuk werd een van de meest geliefde stukken klassieke muziek dat uit die periode voortkwam. Walbrook zelf was niet blij met zijn weergave van de rol en zag de film als zijn minst favoriete. Toen de film verscheen in de Verenigde Staten onder een andere naam (Suicide Squadron) en in een licht ingekorte versie van slechts 83 minuten, werd hij gedistribueerd door Republic Pictures via een leasecontract. Ondanks dat het voornamelijk een muziekfilm was vond de recensent van Variety de geluidskwaliteit slecht, maar de luchtbeelden goed.
In essentie was de film oorlogspropaganda verpakt in een muzikaal jasje, aldus filmrecensent Leonard Maltin.